# Beispiel von Lewy
Das Beispiel von Lewy ist ein Beispiel einer partiellen Differentialgleichung ohne glatte Lösungen, obwohl alle Daten der Gleichung glatt sind.
Lange hatte man geglaubt, zumindest für lineare partielle Differentialgleichungen eine zur Theorie der gewöhnlichen Differentialgleichungen analoge Existenz- und Eindeutigkeitstheorie aufbauen zu können. Der Satz von Cauchy-Kowalewskaja (1875) schien den Weg zu weisen: Jedes korrekt gestellte Cauchy-Problem mit analytischen Daten besitzt eine analytische Lösung. Seit Beginn des 20. Jahrhunderts konnten viele partielle Differentialgleichungen gelöst werden und die Erfahrung zeigte, dass Differenzierbarkeiteigenschaften der Daten der Gleichung zu eventuell durch den Gleichungsgrad beeinflussten Differenzierbarkeitseigenschaften der Lösungen führen. Es lag daher nahe zu vermuten, dass eine zum Satz von Cauchy-Kowalewskaja analoge Aussage gilt, wenn man von analytischen Funktionen zu glatten Funktionen übergeht. 
Das überraschend einfache Beispiel von Lewy widerlegt diese Vermutung und Hans Lewy selbst schreibt dazu:
It was therefore a matter of considerable surprise to this author, to discover that this inference is in general erroneous.
deutsch: Die Entdeckung, dass dieser Schluss im Allgemeinen falsch ist, war daher eine sehr große Überraschung für den Autor.
Das Beispiel von Lewy ist eine lineare partielle Differentialgleichung erster Ordnung für komplexwertige Funktionen in drei Unbestimmten {\displaystyle x_{1},x_{2},y_{1}}:
{\displaystyle {\Big (}-{\frac {\partial }{\partial x_{1}}}-i{\frac {\partial }{\partial x_{2}}}+2i(x_{1}+ix_{2}){\frac {\partial }{\partial y_{1}}}{\Big )}u=F}.
In einem ersten Schritt zeigte Lewy, dass wenn die rechte Seite gleich {\displaystyle \psi '(y_{1})} mit einer nur von {\displaystyle y_{1}} abhängigen und einmal stetig differenzierbaren Funktion ist und wenn es in einer Umgebung von {\displaystyle (0,0,y_{0})} eine einmal stetig differenzierbare Lösung gibt, dann {\displaystyle \psi } bei {\displaystyle (0,0,y_{0})} analytisch sein muss.
Lewy verwendete dies, um unter Verwendung von Banachraum-Argumenten auf nicht-konstruktive Weise eine glatte Funktion {\displaystyle F(x_{1},x_{2},y_{1})} zu finden, so dass obige Gleichung keine Lösung in {\displaystyle H^{1}} hat, wobei letzteres der Raum aller Funktionen auf {\displaystyle \mathbb {R} ^{3}} ist, deren erste partielle Ableitungen existieren und einer Hölder-Bedingung für alle Punktepaare mit Abstand {\displaystyle \textstyle \leq 1} genügen. Insbesondere hat die lineare partielle Differentialgleichung mit diesem {\displaystyle F} als rechter Seite keine glatte Lösung.
Dieses Beispiel ist von erster Ordnung und  nur der Koeffizient vor der Ableitung nach {\displaystyle y_{1}} ist nicht-konstant, aber als Polynom (sogar ersten Grades) denkbar einfach. Daher belegt das Beispiel von Lewy auch, dass sich der Satz von Malgrange-Ehrenpreis nicht auf einfache Weise verallgemeinern lässt.